# Edat d'or de la literatura russa
El terme Edat d'Or de la literatura russa és el nom tradicionalment aplicat per filòlegs russos a la primera part del segle xix. També s'anomena l'Edat de Puixkin, considerat el seu poeta més significatiu (en paraules de Nabókov, el més gran poeta amb què el món va ser beneït des dels temps de Shakespeare). Mikhaïl Lérmontov i Fiódor Tiúttxev es consideren generalment com a dos dels més importants poetes romàntics després de Puixkin. Vassili Jukovski i Konstantín Bàtiuixkov són els seus precursors més ben considerats. El mateix Puixkin, no obstant això, considerava que Ievgueni Baratinski era el millor poeta del seu temps.

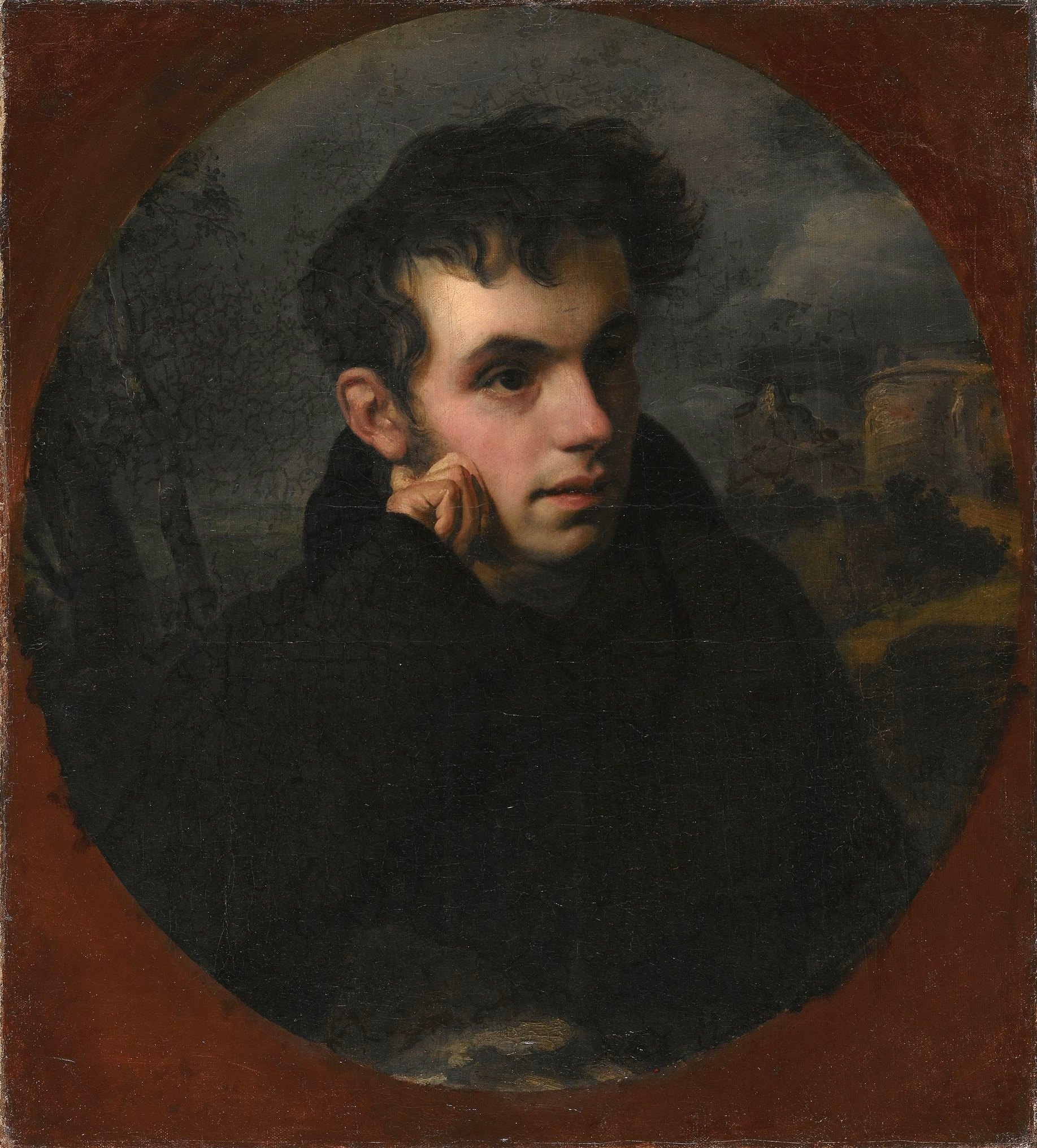
Vassili Jukovski
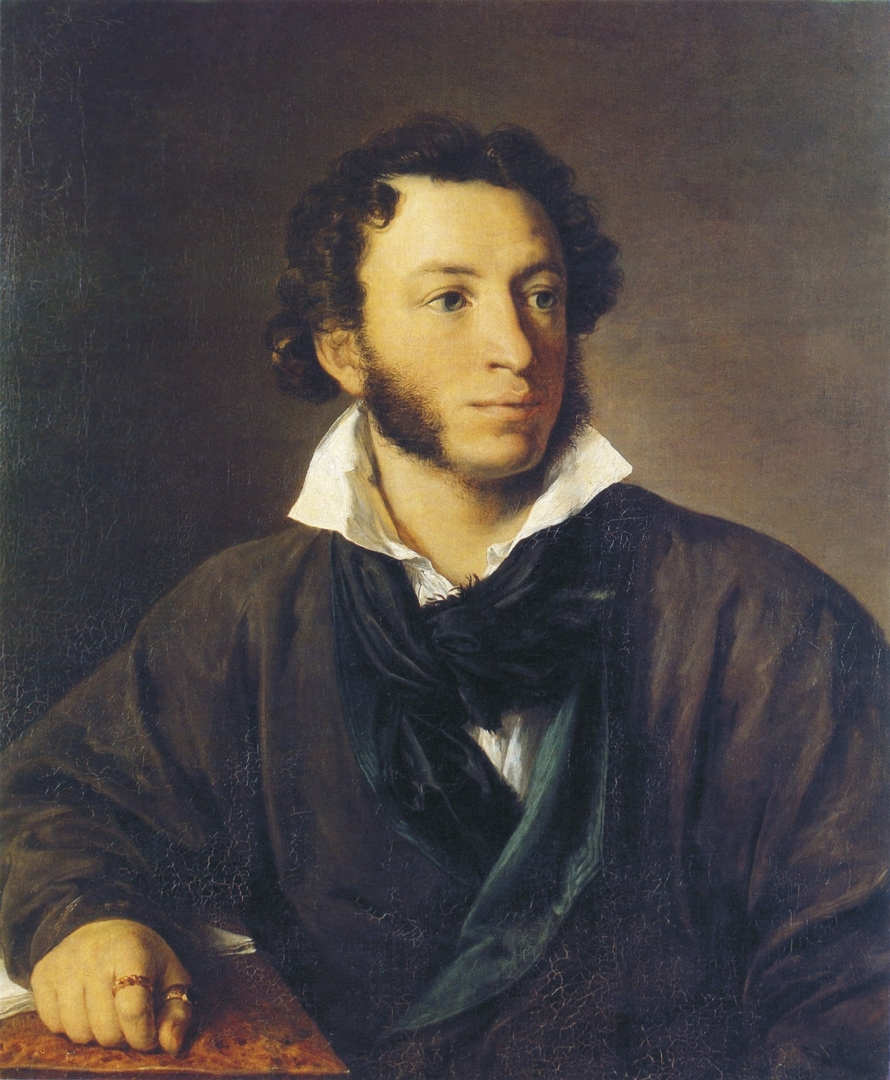
Aleksandr Puixkin
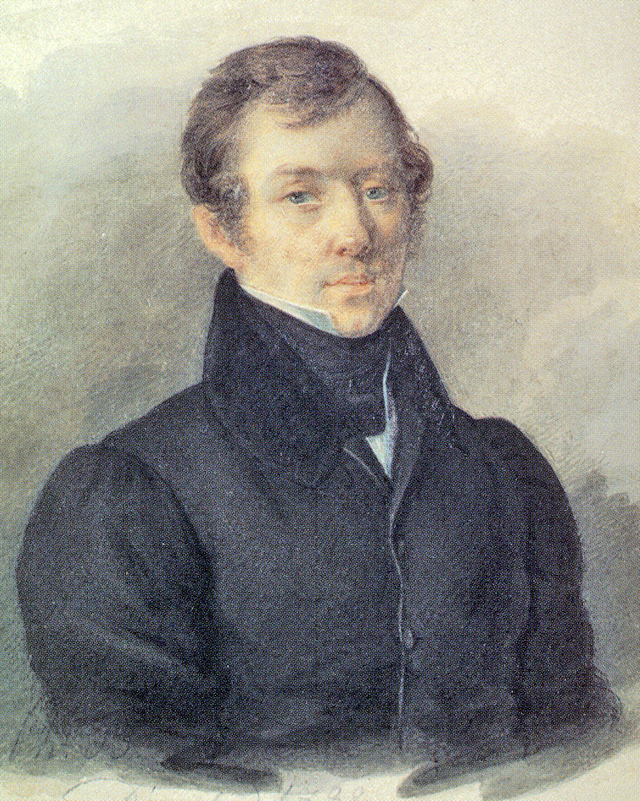
Ievgueni Baratinski
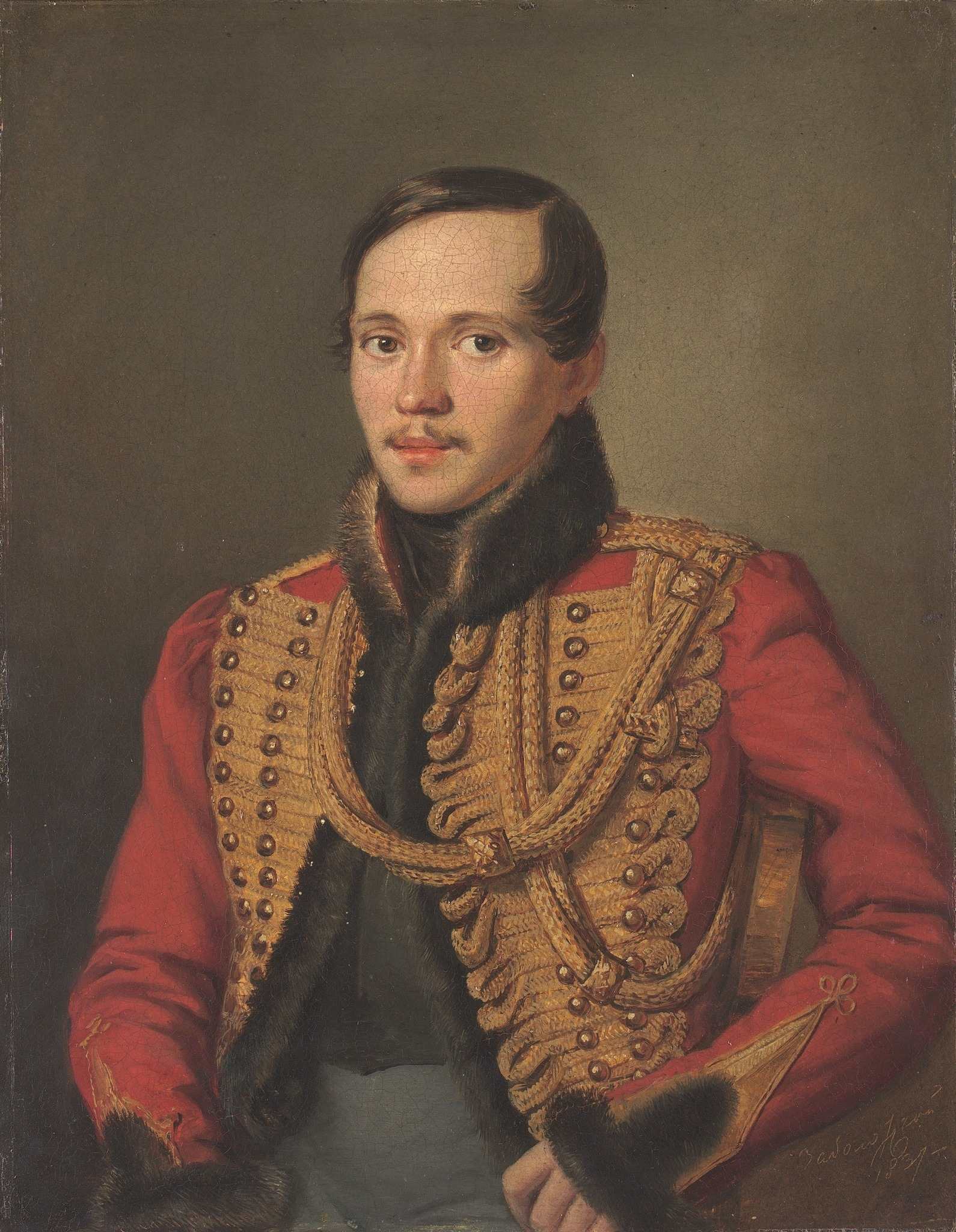
Mikhaïl Lérmontov